# Slisse & Cesar (Eén)
Slisse & Cesar is een Vlaamse sitcom die in 1978 op de BRT liep.
Deze reeks van Jos Gevers en Jeroom Verten speelt zich af in 1958 en draait rond de vriendschap tussen de rijke verzekeringsmakelaar Sander Slisse en de simpele Cesar. Andere personages zijn Slisses vrouw Melanie, zijn zonen Rik en Jan, zijn dochter Tinneke en de eeuwige facteur die altijd om een druppel jenever komt bedelen. Ook Joanna Geldof werkte mee aan deze reeks. De sitcom werd in het Antwerps vertolkt. De serie werd ook bewerkt tot een toneelstuk, waarin andere acteurs de rollen op zich namen.
Op VTM liep van 1996 tot 1999 ook een reeks van Slisse & Cesar met gelijkaardige rollen, maar andere verhalen.

## Personages
| Acteur            | Personage      |
| ----------------- | -------------- |
| Ward De Ravet     | Slisse         |
| Jan Reusens       | Cesar          |
| Ann Petersen      | Melanie        |
| David Davidse     | Jan            |
| Karel Vingerhoets | Rik            |
| Ingrid De Vos     | Tinneke        |
| Alex Wilequet     | Facteur        |
| Gerda Lindekens   | Adèle          |
| Denise De Weerdt  | Madame Flour   |
| François Bernard  | Mijnheer Flour |
| Jef Burm          | Architect      |
| Romain Deconinck  | Nonkel Miele   |
| Lia Lee           | Valerie        |
| Ludo Leroy        | Joe            |
| Leo Rozenstraten  | Aannemer       |
| Alice Toen        | Tante Julia    |
| Dries Wieme       | Dokter         |

## Bijzonderheden
- Dit was de eerste reeks van de BRT dienst drama die opgenomen werd voor een aanwezig publiek.[1]
- In 2009 kwam de reeks uit op dvd, in de collectie VRT-Klassiekers.